# Calci glycerylphosphat
Calci glycerylphosphate (hoặc calci glycerophosphate) là một chất bổ sung khoáng chất. 